# Nisreen El-Hashemite
Nisreen El-Hashemite (Kuwait) és una científica i activista especialitzada en genètica humana.
Va treballar al University College de Londres, on va desenvolupar una tècnica per diagnosticar trastorns genètics, i a l'Escola de Medicina d'Harvard, on va investigar sobre l'esclerosi tuberosa. En el 2007, va canviar la recerca per dedicar-se a promoure la ciència, la tecnologia i la medicina a través de la Royal Academy of Science International Trust (RASIT), de la qual és la directora executiva. Va intentar establir un institut de medicina i sanitat pública a l'Orient Mitjà i ha treballat en la prestació d'auxili a menors i dones.
Fundadora i presidenta de la Lliga Internacional de Dones en la Ciència, és una activa defensora de la igualtat de gènere en la ciència; en aquest sentit, es va associar a l'agenda de sostenibilitat de l'ONU, on treballa en pro de la inclusió de talents femenins en la ciència. Com a part d'aquesta tasca, l'any 2015 va presentar davant les Nacions Unides una resolució gràcies a la qual es va declarar l'11 de febrer com a Dia Internacional de la Dona i la Nena en la Ciència, en reconeixement de la contribució de les dones a la comunitat científica i tecnològica.
Forma part de la família real iraquiana; el seu avi, Fáysal I, va ser el primer rei del l'Iraq modern.